# 锥药莲属
锥药莲属（学名：Walleria）是蓝星科中的一个属，于1864年首次被描述为一个属。它原产于非洲中部和南部。

## 下属物种
本属共有3个种：
1. 小锥药莲 Walleria gracilis (Salisb.) S.Carter - 纳米比亚、开普省
2. 北锥药莲 Walleria mackenziei J.Kirk - 扎伊尔、坦桑尼亚、安哥拉、赞比亚、马拉维、莫桑比克
3. 锥药莲 Walleria nutans J.Kirk - 安哥拉、津巴布韦、博茨瓦纳、纳米比亚、南非